# Михайличенко Олексій Олександрович
Олексі́й Олекса́ндрович Михайличе́нко (нар. 30 березня 1963, Київ, УРСР) — радянський та український футболіст. Після завершення ігрової кар'єри — український тренер і футбольний функціонер. Заслужений майстер спорту СРСР (1988), Заслужений тренер України.
Олімпійський чемпіон 1988 року у складі збірної СРСР та срібний призер чемпіонату Європи 1988 року (єдиний гравець, який виступив у складі збірної СРСР на цих двох турнірах). У 1992 році став першим у світі футболістом, якому вдавалося вигравати чемпіонати трьох різних країн поспіль. У 2010 році це досягнення вдалося повторити Златану Ібрагімовичу, а у 2013 році шведський футболіст перевершив його, завоювавши чемпіонство у Франції.
Потім він став тренером, почавши з посади помічника тренера київського «Динамо» у штабі Валерія Лобановського. Після смерті Лобановського Михайличенко змінив його на посаді головного тренера. У 2004 році він очолив молодіжну збірну України до 21 року, з якою став віце-чемпіоном Європи 2006 року та учасником молодіжного чемпіонату світу 2005 року (1/8 фіналу). Після цього у 2008—2009 роках він був головним тренером національної збірної України, яку покинув після того як команда не квалфікувалась на чемпіонат світу 2010 року. У 2011 році Олексій знову повернувся в «Динамо», на цей раз зайнявшись адміністративною роботою і періодично входячи в тренерський штаб. З 15 серпня 2019 по 20 липня 2020 року — знову головний тренер «Динамо». З серпня 2021 року очолив Комітет національних збірних УАФ.

## Кар'єра гравця

### «Динамо»
Був вихованцем київського «Динамо» його першим тренером був Євген Котельников. Михайличенко дебютував за першу команду у віці 19-ти років, до цього успішно виступаючи за дубль. Вперше до основної команди перспективного півзахисника став підпускати Юрій Морозов в 1983 році. Вже в дебютному матчі Олексій зумів відзначитися забитим голом, а всього в першому своєму сезоні провів на полі п'ять матчів і відзначився трьома забитими м'ячами.
У 1984 році в команду після річної відсутності повернувся Валерій Лобановський, який спочатку використовував Михайличенко як гравця підміни, випускаючи на поле по ходу матчу з метою посилити гру в атаці. Мала кількість ігрового часу ледь не призвела до переходу Михайличенка до складу московського «Динамо», проте в останній момент перехід не відбувся. На початку наступного сезону травму отримав основний гравець киян Іван Яремчук, що надало шанс Михайличенку закріпитися в стартовому складі команди, яким він скористався. У тому ж році Олексій виграв свої перші трофеї в дорослому футболі, ставши чемпіоном і володарем Кубка СРСР.
Сезон 1986 року став для Михайличенка одним з найвдаліших у складі «Динамо»: півзахисник став найкращим бомбардиром команди (з 12 забитими м'ячами), яка зуміла захистити чемпіонський титул, а також допоміг їй домогтися перемоги в Кубку володарів кубків (втім внесок Михайличенка в цей успіх був значно меншим — лише одна гра в 1/8 фіналу з румунською «Університатею»). У наступному сезоні Олексій знову став найкращим бомбардиром команди (цього разу з 9 голами), але нових трофеїв виграти не зумів. В результаті Михайличенко був названий найкращим футболістом СРСР у 1988 році, а також двічі поспіль був найкращим футболістом України у 1987 та 1988 роках.
Свою останню золоту медаль чемпіонату СРСР Михайличенко отримав в 1990 році, проте його внесок у цю перемогу був незначним, оскільки по ходу сезону він перебрався в італійську «Сампдорію».

### «Сампдорія»

Михайличенко в грі за «Сампдорію».

Наприкінці червня 1990 року Михайличенко перейшов у італійський клуб за 6,5 мільярди лір, підписавши трирічну угоду. Незважаючи на те, що у «Сампдорії» на той момент був один з найсильніших складів у Серії А, а сам футболіст вже переніс кілька операцій на коліні, колатеральних зв'язках і меніску, Михайличенку вдалося відразу стати гравцем основи.
Дебютував за генуезців 15 вересня 1990 року у гостьовому матчі Серії А проти «Фіорентини» (0:0), а вже в наступній грі в Генуї проти «Болоньї» Михайличенко забив вирішальний гол, принісши своїй команді перемогу 2:1. А вже наступного місяця він забив гол у першій гру Суперкубка УЄФА проти «Мілана», завдяки чому його команда зіграла 1:1. У листопаді Михайличенко знову забив у Серії А в грі проти «Пізи» 4:2, а у лютому ще раз відзначився у воротах «Болоньї» встановивши остаточний рахунок 3:0.
У перший же рік в Італії радянський півзахисник допоміг генуезцям завоювати перший в історії команди чемпіонський титул і став першим у історії радянським гравцем — чемпіоном Італії з футболу. Незважаючи на це, після закінчення сезону Олексій покинув Італію, тому що, за його власними словами, «Сампдорія» не змогла стати тим клубом, де він зумів би повністю розкрити свій талант. Крім того, свою роль зіграли мовний бар'єр і адаптація в новій країні, а також непрості відносини з лідерами команди Роберто Манчіні і Джанлукою Віаллі. Так одного разу Манчіні наказав тренеру Вуядину Бошкову залишити Михайличенка на лавці. Крім того, Олексій звик грати в чемпіонаті з січня по жовтень, через що йому так і не вдалося звикнути до ритму італійського футболу.

### «Рейнджерс»
В результаті 11 червня 1991 року Михайличенко за 4 мільярди лір перебрався в чемпіонат Шотландії, ставши гравцем одного з найсильнішого клубу країни «Рейнджерс». Олексій досить швидко освоївся в Глазго і став одним з провідних гравців команди, яка щороку вигравав місцевий чемпіонат, а також різні кубкові турніри.
Його перший сезон в новій команді безперечно, був його найуспішнішим, оскільки команда здобула «золотий дубль», а Михайличенко був основним гравцем, забивши 10 голів у 27 матчах чемпіонату. Наступного сезону він взяв участь у 29 матчах чемпіонату, а «Рейнджерс» виграв «внутрішній требл», але забив лише п'ять голів. Так само український півзахисник був основний і протягом наступного сезону 1993/94 років, зігравши 34 гри і забивши п'ять голів.
З 1994 року півзахисник став часто піддаватися травмам, а в команді з'явився Браян Лаудруп, що швидко зайняв місця Михайличенка, в результаті чого останні два сезони у команді для українця вийшли досить змазаними (9 і 11 матчів у чемпіонаті відповідно). У 1996 році Олексій Михайличенко вирішив завершити ігрову кар'єру у віці 33 років.

### Збірна
У 1983 році Михайличенко брав участь у Літній Спартакіаді народів СРСР у складі команди УРСР, з якою посів 4 місце, програвши у матчі за бронзу збірній Москви в серії пенальті.
Михайличенко дебютував у складі збірної СРСР 29 квітня 1987 року в матчі відбору на Євро-1988 проти збірної НДР (2:0). А вже 9 вересня в рамках цієї ж кваліфікації Михайличенко забив у ворота Франції (1:1). В підсумку, зігравши у чотирьох іграх кваліфікації, Олексій допоміг своїй команді посісти перше місце у групі без одної поразки та кваліфікуватись на турнір.
Наступний, 1988 рік, став найуспішнішим у кар'єрі Михайличенка. У червні він у складі збірної вирушив на чемпіонат Європи і допоміг команді дійти до фіналу турніру, забивши переможний м'яч у ворота збірної Англії в третьому турі групового етапу. Незважаючи на старання своїх лідерів, у фінальному матчі збірна СРСР поступилася зірковій збірній Нідерландів. Вже через кілька місяців Олексій у складі олімпійської збірної СРСР взяв участь в Олімпійських іграх в Сеулі, на яких радянським футболістам вдалося завоювати золоті медалі. Михайличенко нарівні з Ігорем Добровольським був одним з лідерів команди і відзначився п'ятьма забитими голами. У фінальному матчі проти бразильської збірної Михайличенко зумів заробити пенальті (успішно реалізований Добровольським), а також змусити порушити на собі правила бразильця Едмара, який був вилучений з поля. Настільки яскравий футбольний рік не міг не залишитися непоміченим і за його підсумками Михайличенко увійшов до числа претендентів на «Золотий м'яч», зайнявши в підсумку четверте місце і пропустивши вперед себе тільки зоряне «голландське тріо» (Марко Ван Бастен, Руд Гулліт і Франк Райкард).
Чемпіонат світу 1990 року Михайличенко був змушений пропустити через травму плеча, отриману напередодні турніру в товариському матчі зі збірною Ізраїлю. Останнім міжнародним турніром для Михайличенка став провальний Євро-1992, де збірна СНД посіла останнє місце в групі, а Олексій результативними діями відзначитися не зумів.
Вже після розпаду СРСР і створення окремих збірних у всіх республіках, Михайличенко відмовився виступати за збірну Росії і провів два матчі у складі новоствореної збірної України — 28 жовтня 1992 року проти Білорусі (1:1) і 12 жовтня 1994 року проти Словенії (0:0). В сумі за усі національні збірні провів 43 матчі та забив 9 голів, ставши одним з небагатьох футболістів, які виступали за 3 національні збірні: СРСР, СНД та України.

## Технічні характеристики

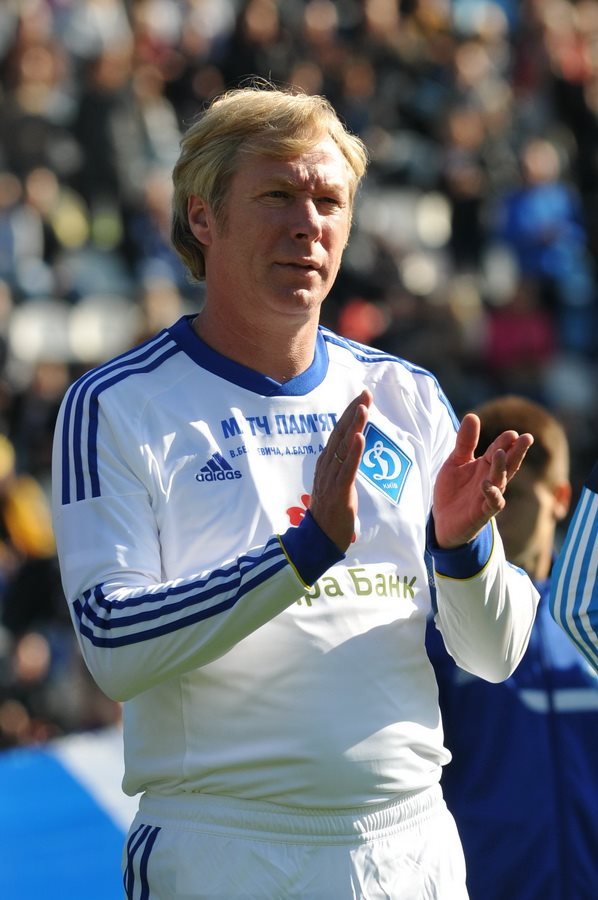
Олексій Михайличенко у футболці «Динамо» на Матчі пам'яті Белькевича, Баля і Гусіна. 28 вересня 2014 року.

Михайличенко як гравець зростав під керівництвом Валерія Лобановського, який використовував його на позиції «бокс-ту-бокс». Олексій був різноплановим футболістом, здатним зіграти в будь-якій частині центру поля, але більше тяжів до лівого флангу. Під час фіналу Євро-1988 проти Нідерландів (0:2) Лобановський спочатку випустив Михайличенка на позицію центрального півзахисника у своїй тактичній схемі 4-4-2, перемістивши його ближче до атаки в кінці зустрічі, коли треба було відігруватись.
Він мав хороший удар з дистанції, а також чудові довгі закидання. Був головною зв'язуючою ланкою в центрі поля у колективній грі Лобановського і його чемпіонських командах. Був фізично сильним гравцем, лідером команди, швидким і технічно обдарованим.

## Статистика

### Клубна
| Виступи           | Виступи           | Виступи           | Ліга | Ліга | Кубок | Кубок | Суперкубок | Суперкубок | Єврокубки | Єврокубки | Всього | Всього |
| Клуб              | Ліга              | Сезон             | Ігри | Голи | Ігри  | Голи  | Ігри       | Голи       | Ігри      | Голи      | Ігри   | Голи   |
| ----------------- | ----------------- | ----------------- | ---- | ---- | ----- | ----- | ---------- | ---------- | --------- | --------- | ------ | ------ |
| «Динамо» (Київ)   | Вища ліга         | 1983              | 5    | 3    | 0     | 0     | 0          | 0          | 0         | 0         | 5      | 3      |
| «Динамо» (Київ)   | Вища ліга         | 1984              | 18   | 4    | 0     | 0     | 0          | 0          | 0         | 0         | 18     | 4      |
| «Динамо» (Київ)   | Вища ліга         | 1985              | 20   | 2    | 0     | 0     | 0          | 0          | 1         | 0         | 21     | 2      |
| «Динамо» (Київ)   | Вища ліга         | 1986              | 20   | 12   | 0     | 0     | 0          | 0          | 4         | 1         | 24     | 13     |
| «Динамо» (Київ)   | Вища ліга         | 1987              | 28   | 9    | 1     | 0     | 1          | 0          | 7         | 2         | 37     | 11     |
| «Динамо» (Київ)   | Вища ліга         | 1988              | 23   | 6    | 0     | 0     | 0          | 0          | 0         | 0         | 23     | 6      |
| «Динамо» (Київ)   | Вища ліга         | 1989              | 15   | 3    | 0     | 0     | 0          | 0          | 6         | 1         | 21     | 4      |
| «Динамо» (Київ)   | Вища ліга         | 1990              | 8    | 0    | 1     | 1     | 0          | 0          | 0         | 0         | 9      | 1      |
| «Динамо» (Київ)   | Всього            | Всього            | 137  | 39   | 2     | 1     | 1          | 0          | 18        | 4         | 158    | 44     |
| «Сампдорія»       | Серія А           | 1990/91           | 24   | 3    | 8     | 0     | 0          | 0          | 7         | 1         | 39     | 4      |
| «Сампдорія»       | Всього            | Всього            | 24   | 3    | 8     | 0     | 0          | 0          | 7         | 1         | 39     | 4      |
| «Рейнджерс»       | Прем'єршип        | 1991/92           | 27   | 10   | 3     | 2     | 0          | 0          | 1         | 0         | 31     | 12     |
| «Рейнджерс»       | Прем'єршип        | 1992/93           | 29   | 5    | 3     | 0     | 0          | 0          | 5         | 0         | 37     | 5      |
| «Рейнджерс»       | Прем'єршип        | 1993/94           | 34   | 5    | 5     | 0     | 0          | 0          | 0         | 0         | 39     | 5      |
| «Рейнджерс»       | Прем'єршип        | 1994/95           | 9    | 2    | 0     | 0     | 0          | 0          | 0         | 0         | 9      | 2      |
| «Рейнджерс»       | Прем'єршип        | 1995/96           | 11   | 0    | 4     | 1     | 0          | 0          | 0         | 0         | 15     | 1      |
| «Рейнджерс»       | Всього            | Всього            | 110  | 22   | 15    | 3     | 0          | 0          | 6         | 0         | 131    | 25     |
| Всього за кар'єру | Всього за кар'єру | Всього за кар'єру | 271  | 64   | 25    | 4     | 1          | 0          | 31        | 5         | 328    | 73     |

### Єврокубки
Олексій Михайличенко провів 7 сезонів у клубних турнірах УЄФА: 4 — у складі київського «Динамо», 2 — «Сампдорії», і 2 сезони у формі «Рейнджерс» з Глазго, зігравши загалом 31 гру, забивши 5 голів. З «Динамо» став переможцем у Кубку кубків 1985-86.

#### Статистика виступів у єврокубках
| Сезон             | Клуб              | Турнір          | Досягнення    | Матчі | Перемоги | Нічиї | Поразки | Голи |
| ----------------- | ----------------- | --------------- | ------------- | ----- | -------- | ----- | ------- | ---- |
| 1985-86           | «Динамо» (Київ)   | Кубок кубків    | володар       | 1     | 1        | 0     | 0       | 0    |
| 1986              | «Динамо» (Київ)   | Суперкубок УЄФА | фіналіст      | 1     | 0        | 0     | 1       | 0    |
| 1986-87           | «Динамо» (Київ)   | Кубок чемпіонів | Півфінал      | 8     | 4        | 2     | 2       | 2    |
| 1987-88           | «Динамо» (Київ)   | Кубок чемпіонів | 1/16 фіналу   | 2     | 1        | 0     | 1       | 1    |
| 1989-90           | «Динамо» (Київ)   | Кубок УЄФА      | 1/8 фіналу    | 6     | 3        | 2     | 1       | 1    |
| 1990              | «Сампдорія»       | Суперкубок УЄФА | фіналіст      | 2     | 0        | 1     | 1       | 1    |
| 1990-91           | «Сампдорія»       | Кубок кубків    | Чвертьфінал   | 5     | 3        | 1     | 1       | 0    |
| 1991-92           | «Рейнджерс»       | Кубок чемпіонів | 1/16 фіналу   | 1     | 1        | 0     | 0       | 0    |
| 1992-93           | «Рейнджерс»       | Ліга чемпіонів  | Група         | 5     | 3        | 2     | 0       | 0    |
| ВСЬОГО за кар'єру | ВСЬОГО за кар'єру | 7 євросезонів   | 7 євросезонів | 31    | 16       | 8     | 7       | 5    |

#### Статистика по турнірах
| Турнір          | Сезони | Матчі | Перемоги | Нічиї | Поразки | Голи |
| --------------- | ------ | ----- | -------- | ----- | ------- | ---- |
| Кубок чемпіонів | 4      | 16    | 9        | 4     | 3       | 3    |
| Кубок кубків    | 2      | 6     | 4        | 1     | 1       | 0    |
| Кубок УЄФА      | 1      | 6     | 3        | 2     | 1       | 1    |
| Суперкубок УЄФА | 2      | 3     | 0        | 1     | 2       | 1    |

#### Усі матчі та голи Олексія Михайличенка у єврокубках
Жирним шрифтом виділені клуби за які в цих іграх виступав О. Михайличенко
 (1) — перший матч;
 (2) — матч-відповідь.

### Збірна

#### СРСР
| Дата       | Місто              | Господарі  | Результат | Гості      | Турнір                  | Голи | Примітки |
| ---------- | ------------------ | ---------- | --------- | ---------- | ----------------------- | ---- | -------- |
| 29-4-1987  | Київ               | СРСР       | 2 – 0     | НДР        | Відбір до ЧЄ 1988       | -    | 72'      |
| 3-6-1987   | Осло               | Норвегія   | 0 – 1     | СРСР       | Відбір до ЧЄ 1988       | -    |          |
| 29-8-1987  | Белград            | Югославія  | 0 – 1     | СРСР       | товариський матч        | -    | 46'      |
| 9-9-1987   | Москва             | СРСР       | 1 – 1     | Франція    | Відбір до ЧЄ 1988       | 1    | 70'      |
| 23-9-1987  | Москва             | СРСР       | 3 – 0     | Греція     | товариський матч        | -    | ЖК       |
| 10-10-1987 | Східний Берлін     | НДР        | 1 – 1     | СРСР       | Відбір до ЧЄ 1988       | -    | 55'      |
| 1-6-1988   | Москва             | СРСР       | 2 – 1     | Польща     | товариський матч        | -    |          |
| 12-6-1988  | Кельн              | СРСР       | 1 – 0     | Нідерланди | ЧЄ 1988 - груповий етап | -    |          |
| 15-6-1988  | Ганновер           | Ірландія   | 1 – 1     | СРСР       | ЧЄ 1988 - груповий етап | -    |          |
| 18-6-1988  | Франкфурт-на-Майні | Англія     | 1 – 3     | СРСР       | ЧЄ 1988 - груповий етап | 1    |          |
| 22-6-1988  | Штутгарт           | СРСР       | 2 – 0     | Італія     | ЧЄ 1988 - півіфінал     | -    |          |
| 25-6-1988  | Мюнхен             | Нідерланди | 2 – 0     | СРСР       | ЧЄ 1988 - фінал         | -    |          |
| 17-8-1988  | Турку              | Фінляндія  | 0 – 0     | СРСР       | товариський матч        | -    |          |
| 31-8-1988  | Рейк'явік          | Ісландія   | 1 – 1     | СРСР       | Відбір до ЧС 1990       | -    |          |
| 19-10-1988 | Київ               | СРСР       | 2 – 0     | Австрія    | Відбір до ЧС 1990       | 1    |          |
| 21-11-1988 | Дамаск             | Сирія      | 0 – 2     | СРСР       | товариський матч        | -    |          |
| 23-11-1988 | Ель-Кувейт         | Кувейт     | 0 – 1     | СРСР       | товариський матч        | 1    |          |
| 27-11-1988 | Ель-Кувейт         | Кувейт     | 0 – 2     | СРСР       | товариський матч        | -    |          |
| 26-4-1989  | Київ               | СРСР       | 3 – 0     | НДР        | Відбір до ЧС 1990       | -    |          |
| 10-5-1989  | Стамбул            | Туреччина  | 0 – 1     | СРСР       | Відбір до ЧС 1990       | 1    |          |
| 6-9-1989   | Відень             | Австрія    | 0 – 0     | СРСР       | Відбір до ЧС 1990       | -    |          |
| 8-10-1989  | Карл-Маркс-Штадт   | НДР        | 2 – 1     | СРСР       | Відбір до ЧС 1990       | -    |          |
| 15-11-1989 | Сімферополь        | СРСР       | 2 – 0     | Туреччина  | Відбір до ЧС 1990       | -    |          |
| 16-5-1990  | Рамат-Ган          | Ізраїль    | 3 – 2     | СРСР       | товариський матч        | 1    | 76'      |
| 29-8-1990  | Москва             | СРСР       | 1 – 2     | Румунія    | товариський матч        | 1    |          |
| 12-9-1990  | Москва             | СРСР       | 2 – 0     | Норвегія   | Відбір до ЧЄ 1992       | -    |          |
| 3-11-1990  | Рим                | Італія     | 0 – 0     | СРСР       | Відбір до ЧЄ 1992       | -    |          |
| 27-3-1991  | Франкфурт-на-Майні | Німеччина  | 2 – 1     | СРСР       | товариський матч        | -    |          |
| 17-4-1991  | Будапешт           | Угорщина   | 0 – 1     | СРСР       | Відбір до ЧЄ 1992       | 1    | 56'      |
| 21-5-1991  | Лондон             | Англія     | 3 – 1     | СРСР       | товариський матч        | -    |          |
| 23-5-1991  | Манчестер          | Аргентина  | 1 – 1     | СРСР       | товариський матч        | -    |          |
| 29-5-1991  | Москва             | СРСР       | 4 – 0     | Кіпр       | Відбір до ЧЄ 1992       | 1    |          |
| 28-8-1991  | Осло               | Норвегія   | 0 – 1     | СРСР       | Відбір до ЧЄ 1992       | -    |          |
| 25-9-1991  | Москва             | СРСР       | 2 – 2     | Угорщина   | Відбір до ЧЄ 1992       | -    |          |
| 12-10-1991 | Москва             | СРСР       | 0 – 0     | Італія     | Відбір до ЧЄ 1992       | -    |          |
| 13-11-1991 | Ларнака            | Кіпр       | 0 – 3     | СРСР       | Відбір до ЧЄ 1992       | -    |          |
| Усього     |                    | Матчів     | 36        |            | Голів                   | 9    |          |

#### СНД
| Дата      | Місто      | Господарі  | Результат | Гості     | Турнір                  | Голи | Примітки |
| --------- | ---------- | ---------- | --------- | --------- | ----------------------- | ---- | -------- |
| 29-4-1992 | Москва     | СНД        | 2 – 2     | Англія    | товариський матч        | -    |          |
| 3-6-1992  | Брондбю    | Данія      | 1 – 1     | СНД       | товариський матч        | -    |          |
| 12-6-1992 | Норрчепінг | СНД        | 1 – 1     | Німеччина | ЧЄ 1992 - груповий етап | -    |          |
| 15-6-1992 | Гетеборг   | Нідерланди | 0 – 0     | СНД       | ЧЄ 1992 - груповий етап | -    |          |
| 18-6-1992 | Норрчепінг | Шотландія  | 3 – 0     | СНД       | ЧЄ 1992 - груповий етап | -    | 85'      |
| Усього    |            | Матчів     | 5         |           | Голів                   | 0    |          |

#### Україна
| Дата       | Місто  | Господарі | Результат | Гості    | Турнір            | Голи | Примітки |
| ---------- | ------ | --------- | --------- | -------- | ----------------- | ---- | -------- |
| 28-10-1992 | Мінськ | Білорусь  | 1 – 1     | Україна  | товариський матч  | -    | 68'      |
| 12-10-1994 | Київ   | Україна   | 0 – 0     | Словенія | Відбір до ЧЄ 1996 | -    | 77'      |
| Усього     |        | Матчів    | 2         |          | Голів             | 0    |          |

## Тренерська кар'єра

### «Динамо» (Київ)
Після закінчення ігрової кар'єри Михайличенка повернувся в рідне «Динамо» (Київ), де увійшов до тренерського штабу Валерія Лобановського. 14 травня 2002 року Михайличенко став тимчасовим головним тренером, після того як помер легендарний тренер «Динамо» і Михайличенка Валерій Лобановський. Поразка від донецького «Шахтаря» за два тури до кінця чемпіонату вибила київську команду з першого місця, і, незважаючи на дві наступні перемоги, вони вже не змогли перегнати донеччан. Проте керівництво клубу залишило молодого тренера на посаді. Він зумів повернути втрачений титул чемпіона України і, як його попередник (і колишній вчитель), впевнено збирав українські трофеї — чемпіонат України 2003 і 2004 та Кубок України 2003 року.
|  | Сьогодні команда зіграла в авантюрний, жахливий, бездумний, бездушний футбол. І, чесно кажучи, якби не номери на футболках динамівців, фактично нікого не можна було б впізнати... |

Тренуючи «Динамо», Михайличенко ні на йоту не відступав від тренувальних принципів, запроваджених Валерієм Лобановським. Те ж саме можна було сказати про тактичну побудову і організацію гри його команди. Тотожною була навіть його поведінка на тренерському містку.
|  | Хороші результати того періоду свідчили, що Михайличенко не лише успадкував, а й добре розумів саму суть тренерської концепції Лобановського, і ніколи не погоджувався називати себе його учнем. |

#### Ліга чемпіонів УЄФА і Кубок УЄФА 2002/2003
До групового етапу Ліги Чемпіонів «Динамо» пройшло впевнено: в 2 відбірному раунді «динамівці» переграли вірменський «Пюнік» — вигравши в домашньому матчі 4:0, в матчі-відповіді кияни могли зіграти внічию 2:2. В 3 відбірному раунді команду зустрів Левські — діючий чемпіон і володар Кубка Болгарії. В першому, непростому, матчі київський клуб переміг з рахунком 1:0 завдяки голу Флоріна Черната, а в другому матчі повторив цей результат — знову автором голу став Чернат.
В групі «Динамо» грало з: італійським «Ювентусом» — чемпіоном Італії 2001/2002, 2002/2003 і майбутнім фіналістом Ліги Чемпіонів, «Ньюкасл Юнайтед» — четвертою командою Прем'єр-Ліги 2001/2002 і майбутнім бронзовим призером Прем'єр-Ліги та «Феєнордом» — володарем Кубка УЄФА 2001/2002.
Надію на високий результат на турнірі дав перший матч, який команда зіграла вдома проти «Ньюкасл Юнайтед» — завдяки голам Максима Шацьких та Олександра Хацкевича київська команда виграла з рахунком 2:0. Проте в другому турі команда прийняла «холодний душ» з Турину від «Ювентусу»: перший тайм Динамо ще якось стримувало масивні атаки суперника, але в другому «Динамо» повністю віддало ініціативу і програло з розгромним рахунком 5:0.
Наступні матчі проти «Феєноорду» кияни провели вдало — 0:0 в Роттердамі та 2:0 в Києві. В п'ятому турі «Динамо» зустрічалось з «Ньюкаслом» в Англії. Київський клуб грав впевнено, на 47 хвилині відкрив рахунок Максим Шацьких, проте на 58 хвилині Гері Спід зрівнює рахунок, а через десять хвилин Алан Ширер забиває переможний гол. Таким самим був і шостий, останній і домашній, матч з «Ювентусом», в якому на 50 хвилині все той Максим Шацьких виводить «динамівців» вперед, а вже за одинадцять хвилин «Динамо» програє з рахунком 1:2.
В підсумку кияни заробили 7 очок і посіли третє місце, яке дало право продовжувати виступи у Кубку УЄФА. Жереб звів команду з турецьким «Бешикташем». Перший матч кияни програли 3:1, попри те, що саме «Динамо» відкрило рахунок (автор голу — Діого Рінкон). Матч-відповідь в Києві «динамівці» зіграли в «суху» нічию і вилетіли з єврокубків.

#### Ліга чемпіонів УЄФА 2003/2004
Розіграш Ліги Чемпіонів УЄФА 2003/04 почали з 3 відбірного раунду. Жереб звів «динамівців» з одноклубниками зі Загребу. Перший матч кияни виграли 3:1, а в другому підтвердили свій статус, перемігши 2:0. В групі «Динамо» грало з «Арсеналом» — віцечемпіоном Англії 2002/2003, майбутнім чемпіоном Англії і володарем Кубка Англії 2002/2003, «Інтернаціонале» — віцечемпіоном Італії 2002/2003 і півфіналістом Ліги Чемпіонів 2002/2003, та «Локомотивом» — учасником другого групового етапу Ліги Чемпіонів 2002/2003 і чемпіоном Росії 2002.
Саме з «залізничниками» київський клуб зіграв перший матч — домашня перемога 2:0. В другому матчі «Динамо» програло «Інтернаціонале» в Мілані з рахунком 2:1, зате в третьому турі вдома кияни з тим самим рахунком сенсаційно обіграли «Арсенал».
Далі в матчі-відповіді кияни програли 1:0, а потім через помилки судді зазнали поразки в Москві — 3:2. В останньому матчі групового турніру клуб вдома грав з «Інтером» — нічия 1:1. В підсумку — 7 очок і останнє місце в групі.
Попри це, президент клубу Ігор Суркіс зазначив, що в цьому році рівень гри команди був вищий, ніж в минулому.
|  | За якістю гри “Динамо”, Ліга чемпіонів зразка 2003 року відрізнялася від попередньої. Так, нам багато не вистачало, але сама гра, її зміст, була, на мій погляд, набагато переконливішою за торішню. Провал — це невихід до групового турніру Ліги. А потрапити до когорти 32 найкращих команд Європи вже вважаю досягненням. |

На Євро-2004 грали 3 футболістів клубу: Маріс Верпаковскіс, Йєрко Леко та Георгі Пеєв.
Був звільнений з посади 15 серпня 2004 року після першого матчу 3 кваліфікаційного раунду Ліги чемпіонів УЄФА 2004/2005, який динамівці вдома проти «Трабзонспора» програли з рахунком 1:2.

### Молодіжна збірна України
Успіхи в київському «Динамо» побачили головні органи ФФУ, і за декілька місяців запросили Михайличенка на посаду головного тренера молодіжної збірної України. Першим випробуванням для тренера став Чемпіонат світу-2005 U-20. В групі українці посіли друге місце, а в 1/8 фіналу за кращої якості гри поступилися майбутнім віцечемпіонам — збірній Нігерії. Особливо вирізнявся на чемпіонаті молодий Олександр Алієв, який з 5 голами посів друге місце в рейтингу найкращих бомбардирів турніру, а також Артем Мілевський, якого Михайличенко розкрив ще тренуючи «Динамо».

#### Віцечемпіонство Європи 2006 (U-21)
В кваліфікаційній групі українці грали з данцями, греками, турками, грузинами, албанцями та казахстанцями. Данія домінувала в групі, ще за два тури до кінця забезпечивши місце в плей-оф, а Україна фінішувала другою. При цьому експерти відзначали хороший стиль гри — обережна гра на виїзді і лише 7 пропущених голів у 12 матчах. В плей-оф збірна України зіграла з Бельгією. Вдома програвши з рахунком 2:3, тренер зумів підняти впалий бойовий дух команди, і в Бельгії українці виграли 3:1, і пройшли на чемпіонат. Фахівці охарактеризували молодіжну збірну України як відкриття турніру — гра від оборони, так неприємна західноєвропейцям, висока фізична готовність і швидкі контратаки по флангам не давали шансів на перемогу. В підсумку молоді футболісти вийшли до фіналу, де зустріли голландців, яких вже перегравали в групі. Та якщо тоді «жовтогарячі» грали невиразно і блідо, то у фіналі команда Гоупа де Хаана на рівні грали з гравцями Олексія Михайличенка. Зрештою, повторити перемогу українцям не вдалось — поразка 0:3 і лише срібні нагороди турніру.

### Збірна України

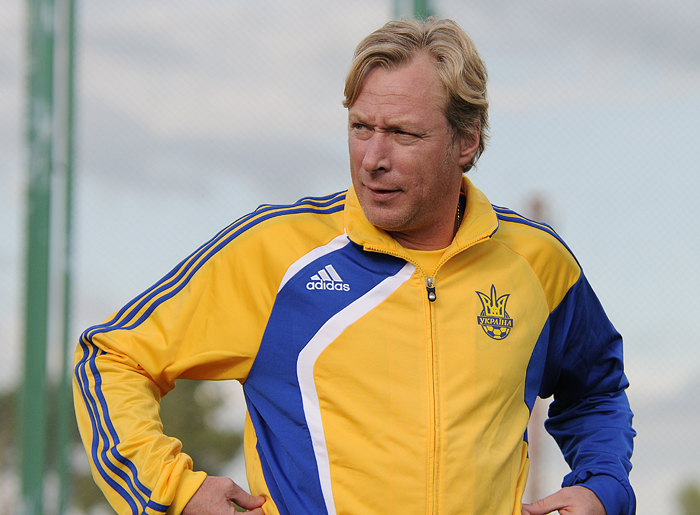
Олексій Михайличенко під час роботи зі збірною України. 2009 рік.

У січні 2008 року Михайличенка було призначено наставником національної збірної України. Тим самим, Олексій став першою людиною, яка працювала в збірній України і як футболіст, і як головний тренер. Свій перший матч збірна під орудою Михайличенка зіграла в гостях проти Кіпру — 1:1. Початок кваліфікації до ЧС-2010 команда почала домашньою перемогою над білорусами у Львові з рахунком 1:0, хоча, на думку експертів, гра команди була не найкраща. Власне, за весь час у збірній його критикували за невиразний футбол і занадто обережний стиль гри. Результати збірної коливалися — наприклад, українці здобули перемогу над Англією 1:0 і зіграли внічию в Хорватії, але також зіграла «всуху» з тим самим суперником вдома або втратила очки в Білорусі.
У підсумку Україна завдяки «штурму» проти Андорри (5:0 вдома і 6:0 на виїзді) посіла друге місце в групі і отримала право поборотися за вихід до ЧС через стикові матчі. Жереб звів українців з одним з найлегших суперників, греками. В першому матчі в Афінах збірна добилася вигідної для себе «сухої» нічиєї, проте вдома українці голом Салпінгідіса на 31 хвилині матчу програли з рахунком 0:1, і путівку на мундіаль здобули саме греки. Реакція вболівальників на поразку в Донецьку була блискавичною — вже за тиждень 11 тисяч людей підписали петицію за звільнення Григорія Суркіса з посади президента ФФУ і Олексія Михайличенка з посту головного тренера збірної. У листопаді 2009 року ФФУ заявила, що не буде продовжувати контракт з тренером, однак Григорій Суркіс залишився.
Загалом під керівництвом Олексія Михайличенка збірна зіграла 21 матч (12 перемог, 5 нічиїх, 4 поразки).

### Повернення в «Динамо» (Київ)
В кінці 2010 року Михайличенко очолив кафедру футболу Інституту фізвиховання і спорту НПУ ім. Драгоманова. 21 жовтня президент київського «Динамо» Ігор Суркіс офіційно заявив про призначення Олексія Михайличенка спортивним директором клубу. Разом з тим, Михайличенко поєднував роботу спортивного директора та професора кафедри футболу в інституті.

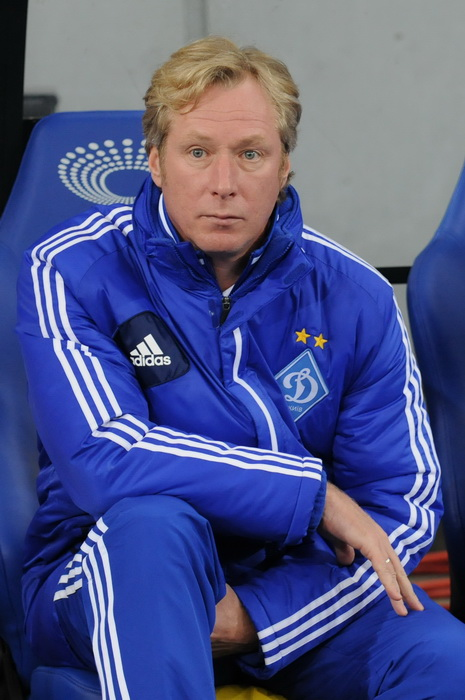
Олексій Михайличенко під час роботи у тренерському штабі Олега Блохіна. 4 листопада 2012 року.

У вересні 2012 року новим головним тренером «Динамо» був призначений Олег Блохін, а Михайличенко став його першим помічником. Невдовзі Блохіна госпіталізували з гіпертонічним кризом і у період лікарняного Блохіна обов'язки головного тренера «Динамо» виконував Олексій Михайличенко, який керував командою протягом усього жовтня. За цей час «Динамо» втратило багато очок у чемпіонаті та Лізі чемпіонів і не виграла жодного матчу — нічия з «Іллічівцем» (0:0) і поразки від «Дніпра» (1:2), «Металіста» (1:3) та «Порту» (2:3). Після повернення Блохіна до команди у листопаді Михайличенко повернувся на посаду асистента, але вже у вересні 2013 року через незадовільні результати тренерський штаб Блохіна було відправлено у відставку. Після цього 26 вересня 2013 року Михайличенко повернувся на посаду спортивного директора «Динамо».
15 серпня 2019 року Михайличенко знову став головним тренером клубу. В історії «Динамо» Михайличенко став восьмим тренером, який після відставки згодом повертався на свою посаду (враховуються як повноцінні тренери, так і виконувачі обов'язків, серед них і вчитель Михайличенка Валерій Лобановський). Але саме Михайличенко має найдовшу паузою у роботі головним тренером в клубі, адже з моменту його відходу з посади наставника до нового призначення минуло 15 років — жоден інший тренер «біло-синіх» не повертався до роботи після настільки довгої паузи. З командою став володарем Кубка України 2019/20. 20 липня 2020 року після поразки від «Колоса» (0:2) в заключному турі чемпіонату України Михайличенко був звільнений разом з усім тренерським штабом (асистентами Вадимом Євтушенком, Сергієм Федоровим та тренером воротарів Михайлом Михайловим), незважаючи на те, що став з командою віце-чемпіоном.
Незабаром після звільнення в кінці липня 2020 року повернувся на посаду спортивного директора «Динамо».

### Інше
У 2011 році Михайличенко готував ветеранів київського «Динамо» до благодійного матчу з європейськими зірками. Кияни виграли з рахунком 7:3.
У 2012 році збірна України від 35 років під проводом Олексія Михайличенка та Ігоря Бєланова дійшли до фіналу Кубку Легенд. Українці виграли груповий турнір, перегравши італійських (3:2) та нідерландських (7:4) ветеранів, однак у фіналі програли росіянам (2:6).

### Тренерська статистика
| Команда              | Початок роботи | Кінець роботи  | Результати | Результати | Результати | Результати | Результати |
| Команда              | Початок роботи | Кінець роботи  | І          | В          | Н          | П          | В %        |
| -------------------- | -------------- | -------------- | ---------- | ---------- | ---------- | ---------- | ---------- |
| Динамо (Київ)        | 14 травня 2002 | 15 серпня 2004 | 106        | 76         | 15         | 15         | 71,70      |
| Україна (U-21)       | 15 серпня 2004 | 1 січня 2008   | 14         | 7          | 1          | 6          | 50,00      |
| Україна              | 11 січня 2008  | 31 грудня 2009 | 21         | 12         | 5          | 4          | 57,14      |
| Динамо (Київ) (в.о.) | 5 жовтня 2012  | 31 жовтня 2012 | 4          | 0          | 1          | 3          | 00,00      |
| Динамо (Київ)        | 15 серпня 2019 | 20 липня 2020  | 39         | 21         | 9          | 9          |            |
| Всього               | Всього         | Всього         | 184        | 116        | 31         | 37         |            |

Станом на 21 липня 2020

## Державні нагороди
- Орден «За заслуги» I ступеня. (13 травня 2016) — за вагомі особисті заслуги у розвитку і популяризації вітчизняного футболу, піднесення міжнародного спортивного престижу України та з нагоди 30-річчя перемоги у фінальному матчі Кубка володарів кубків УЄФА, здобутої під керівництвом головного тренера футбольного клубу «„Динамо“ Київ», Героя України Лобановського Валерія Васильовича[54][55].
- Орден «За заслуги» ІІ ступеня. (19 серпня 2006 року) — за вагомий особистий внесок у розвиток вітчизняного футболу, досягнення високих спортивних результатів футбольними збірними командами України, підготовку спортсменів міжнародного класу[56].
- Орден «За заслуги» ІІІ ступеня. (2004) — за вагомий особистий внесок у розвиток та популяризацію вітчизняного футболу, підготовку молодих футболістів, піднесення міжнародного спортивного престижу України та з нагоди 110-річчя українського футболу[57]
- Орден Дружби народів (1989)

## Досягнення
| «Динамо» (Київ) - чемпіон СРСР (3): 1985, 1986 і 1990 - Срібний призер чемпіонату СРСР: 1988 - Бронзовий призер чемпіонату СРСР: 1989 - Володар Кубка СРСР (3): 1985, 1987, 1990 - Володар Кубка володарів Кубків УЄФА: 1986 - Володар Суперкубка СРСР (2): 1986, 1987 - Фіналіст Суперкубка УЄФА: 1986 «Сампдорія» - Чемпіон Італії: 1991 - Фіналіст Суперкубка УЄФА: 1990 «Рейнджерс» - чемпіон Шотландії (5): 1992, 1993, 1994, 1995, 1996 - Володар Кубка Шотландії (3): 1992, 1993 і 1996 - Володар Кубка шотландської ліги (2): 1993, 1994 Збірна СРСР - Віце-чемпіон Європи: 1988 - Олімпійський чемпіон: 1988 Індивідуальні - Номінант на «Золотий м'яч»: 1988 (4-е місце), 1989 (12-е місце), 1991 (21-31-е місце) - Найкращий футболіст СРСР: 1988 - Найкращий футболіст УРСР: 1987 та 1988 - У списку «33 найкращих футболістів сезону в СРСР» — № 1 (1988, 1989, 1990), № 2 - У списку найкращих футболістів сезону в УРСР — № 1 (1987, 1988, 1989, 1990) - Майстер спорту СРСР: 1985 - Майстер спорту міжнародного класу: 1986 - Заслужений майстер спорту СРСР: 1988 | «Динамо» (Київ) - Чемпіонат України: - Чемпіон: 2003, 2004 - Віцечемпіон: 2002, 2020 - Кубок України: - Володар: 2003, 2020 - Фіналіст: 2002 - Суперкубок України: 2004 - Турнір пам'яті Валерія Лобановського: 2003, 2004 - Груповий етап Ліги чемпіонів УЄФА: 2002/03, 2003/04 Україна (мол.) - Віцечемпіон Європи (U-21) 2006 Україна (ветерани) - Фіналіст Кубку Легенд 2012 Індивідуальні - Тренер сезону в Україні: 2002/03 |